# Robert Valentine
Robert Valentine (Dundee, 1939. május 10. –) skót nemzetközi labdarúgó-játékvezető.

## Pályafutása

### Nemzeti játékvezetés
A játékvezetői vizsgát 1960-ban tette le. 1971-ben lett az I. Liga játékvezetője. A nemzeti játékvezetéstől 1989-ben vonult vissza.

#### Nemzeti kupamérkőzések
Vezetett kupadöntők száma: 3.

##### Skót labdarúgókupa
| Időpont         | Helyszín                      | Mérkőzés típusa | Mérkőzés              | Eredmény | Nézők száma |
| --------------- | ----------------------------- | --------------- | --------------------- | -------- | ----------- |
| 1977. május 7.  | Hampden Park Stadion, Glasgow | döntő           | Celtic FC–Rangers FC  | 1 – 0    | 54 252      |
| 1984. május 19. | Hampden Park Stadion, Glasgow | döntő           | Aberdeen FC–Celtic FC | 2 – 1    | 58 900      |

##### Skót labdarúgó-ligakupa
| Időpont           | Helyszín                      | Mérkőzés típusa | Mérkőzés             | Eredmény | Nézők száma |
| ----------------- | ----------------------------- | --------------- | -------------------- | -------- | ----------- |
| 1984. március 25. | Hampden Park Stadion, Glasgow | döntő           | Rangers FC–Celtic FC | 3 – 2    | 66 369      |

### Nemzetközi játékvezetés
A Skót labdarúgó-szövetség Játékvezető Bizottsága (JB) terjesztette fel nemzetközi játékvezetőnek, a Nemzetközi Labdarúgó-szövetség (FIFA) 1977-től (tartotta) tartja nyilván bírói keretében. A FIFA JB központi nyelvei közül a angoltés a franciát beszéli. Több nemzetek közötti válogatott és klubmérkőzést vezetett, vagy működő társának partbíróként segített. A skót nemzetközi játékvezetők rangsorában, a világbajnokság-Európa-bajnokság sorrendjében többedmagával a 2. helyet foglalja el 12 találkozó szolgálatával. Az aktív nemzetközi játékvezetéstől 1988-ban búcsúzott. Válogatott mérkőzéseinek száma: 12.

#### Labdarúgó-világbajnokság

##### U20-as labdarúgó-világbajnokság
Ausztrália rendezte a 3., az 1981-es ifjúsági labdarúgó-világbajnokságot, ahol a FIFA hivatalnoki feladatokkal bízta meg.

###### 1981-es ifjúsági labdarúgó-világbajnokság
| Időpont           | Helyszín                         | Mérkőzés típusa              | Mérkőzés            | Eredmény | Nézők száma |
| ----------------- | -------------------------------- | ---------------------------- | ------------------- | -------- | ----------- |
| 1981. október 3.  | Hindmarsh Stadion, Adelaide      | csoportmérkőzés (C. csoport) | NSZK–Mexikó         | 1 : 0    | 7 504       |
| 1981. október 8.  | Olimpiai Park Stadion, Melbourne | csoportmérkőzés (B. csoport) | Olaszország–Románia | 0 : 1    | 9 000       |
| 1981. október 14. | Olimpiai Park Stadion, Melbourne | egyik elődöntő               | Románia–NSZK        | 0 : 1    | 15 000      |

---
A világbajnoki döntőhöz vezető úton Spanyolországba a XII., az 1982-es labdarúgó-világbajnokságra és Mexikóba a XIII., az 1986-os labdarúgó-világbajnokságra a FIFA JB bíróként alkalmazta. A FIFA JB elvárása szerint, ha nem vezetett, akkor partbíróként tevékenykedett. Egy csoportmérkőzésen és az egyik negyeddöntőben 2. számú besorolást kapott. Világbajnokságon vezetett mérkőzéseinek száma: 2 + 2 (partbíró).

##### 1982-es labdarúgó-világbajnokság

###### Selejtező mérkőzés
| Időpont            | Helyszín                    | Mérkőzés típusa             | Mérkőzés          | Eredmény | Nézők száma |
| ------------------ | --------------------------- | --------------------------- | ----------------- | -------- | ----------- |
| 1980. december 21. | Makarion Stadion, Nicosia   | előselejtező (2. csoport)   | Ciprus–Belgium    | 0 : 2    | 21 000      |
| 1981. április 27.  | Kuvaitváros Stadion, Kuvait | (AFC)/OFC zóna (3. csoport) | Malajzia–Thaiföld | 2 : 2    |             |

###### Világbajnoki mérkőzés
| Időpont          | Helyszín                    | Mérkőzés típusa              | Mérkőzés                  | Eredmény | Nézők száma |
| ---------------- | --------------------------- | ---------------------------- | ------------------------- | -------- | ----------- |
| 1982. június 25. | Balaídos stadion, Vigo      | csoportmérkőzés (B. csoport) | NSZK–Ausztria             | 1 : 0    | 41 000      |
| 1982. július 4.  | Camp Nou Stadion, Barcelona | csoportmérkőzés (A. csoport) | Lengyelország–Szovjetunió | 0 : 0    | 65 000      |

##### 1986-os labdarúgó-világbajnokság

###### Selejtező mérkőzés
| Időpont              | Helyszín                    | Mérkőzés típusa           | Mérkőzés                             | Eredmény | Nézők száma |
| -------------------- | --------------------------- | ------------------------- | ------------------------------------ | -------- | ----------- |
| 1984. október 17.    | Müngersdorfer Stadion, Köln | előselejtező (2. csoport) | NSZK–Svédország                      | 2 : 0    | 61 000      |
| 1985. április 19.    | Zabeel Stadion, Dubaj       | AFC zóna (1. csoport)     | Egyesült Arab Emírségek–Szaúd-Arábia | 1 : 0    | 15 000      |
| 1985. április 27.    | Wankdorf Stadion, Bern      | előselejtező (6. csoport) | Svájc–Szovjetunió                    | 2 : 2    | 51 000      |
| 1985. szeptember 11. | Śląski Stadion, Chorzów     | előselejtező (1. csoport) | Lengyelország–Belgium                | 0 : 0    | 70 000      |

#### Labdarúgó-Európa-bajnokság
Az európai-labdarúgó torna döntőjéhez vezető úton Franciaországba a VII., az 1984-es labdarúgó-Európa-bajnokságra és Német Szövetségi Köztársaságba a VIII., az 1988-as labdarúgó-Európa-bajnokságra az UEFA JB játékvezetőként foglalkoztatta.

##### 1984-es labdarúgó-Európa-bajnokság

###### Selejtező mérkőzés
| Időpont          | Helyszín                      | Mérkőzés típusa           | Mérkőzés                 | Eredmény | Nézők száma |
| ---------------- | ----------------------------- | ------------------------- | ------------------------ | -------- | ----------- |
| 1982. október 6. | Tehelne pole Stadion, Pozsony | előselejtező (5. csoport) | Csehszlovákia–Svédország | 2 : 2    | 14 977      |

###### Európa-bajnoki mérkőzés
| Időpont          | Helyszín                  | Mérkőzés típusa              | Mérkőzés              | Eredmény | Nézők száma |
| ---------------- | ------------------------- | ---------------------------- | --------------------- | -------- | ----------- |
| 1984. június 16. | Beaujoire Stadion, Nantes | csoportmérkőzés (A. csoport) | Franciaország–Belgium | 5 : 0    | 51 359      |

##### 1988-as labdarúgó-Európa-bajnokság

###### Selejtező mérkőzés
| Időpont           | Helyszín               | Mérkőzés típusa           | Mérkőzés                | Eredmény | Nézők száma |
| ----------------- | ---------------------- | ------------------------- | ----------------------- | -------- | ----------- |
| 1987. október 14. | Górnik Stadion, Zabrze | előselejtező (5. csoport) | Lengyelország–Hollandia | 0 : 2    | 21 500      |

###### Európa-bajnoki mérkőzés
| Időpont          | Helyszín                    | Mérkőzés típusa              | Mérkőzés   | Eredmény | Nézők száma |
| ---------------- | --------------------------- | ---------------------------- | ---------- | -------- | ----------- |
| 1988. június 14. | Park Stadion, Gelsenkirchen | csoportmérkőzés (A. csoport) | NSZK–Dánia | 2 : 0    | 64 812      |

#### Olimpiai játékok
Az 1980. évi nyári olimpiai játékok labdarúgó tornáján a FIFA JB bírói szolgálatra alkalmazta.

##### 1980. évi nyári olimpiai játékok
| Időpont            | Helyszín                | Mérkőzés típusa              | Mérkőzés                | Eredmény | Nézők száma |
| ------------------ | ----------------------- | ---------------------------- | ----------------------- | -------- | ----------- |
| 1980. július 24.   | Dinamo Stadion, Moszkva | csoportmérkőzés (A. csoport) | Szovjetunió–Kuba        | 8 : 0    |             |
| 1980. augusztus 1. | Dinamo Stadion, Moszkva | bronzérem                    | Szovjetunió–Jugoszlávia | 2 : 0    | 45 000      |

#### Brit Bajnokság
1882-ben az Egyesült Királyság brit tagállamainak négy szövetség úgy döntött, hogy létrehoznak egy évente megrendezésre kerülő bajnokságot egymás között. Az utolsó bajnoki idényt 1983-ban tartották meg.
| Időpont           | Helyszín                | Mérkőzés típusa | Mérkőzés     | Eredmény |
| ----------------- | ----------------------- | --------------- | ------------ | -------- |
| 1983. február 23. | Wembley Stadion, London | csoportmérkőzés | Anglia–Wales | 2 : 1    |

#### Nemzetközi kupamérkőzések
Vezetett kupadöntők száma: 2.

##### UEFA-kupa
| Időpont        | Helyszín                 | Mérkőzés típusa | Mérkőzés                  | Eredmény | Nézők száma |
| -------------- | ------------------------ | --------------- | ------------------------- | -------- | ----------- |
| 1986. május 6. | Olimpiai Stadion, Berlin | döntő           | 1. FC Köln–Real Madrid CF | 2 : 0    | 15 000      |

##### UEFA-szuperkupa
| Időpont            | Helyszín                          | Mérkőzés típusa     | Mérkőzés                | Eredmény | Nézők száma |
| ------------------ | --------------------------------- | ------------------- | ----------------------- | -------- | ----------- |
| 1987. november 24. | Marcel Saupin Stadion, Amszterdam | első döntő mérkőzés | Ajax Amsterdam–FC Porto | 0 : 1    | 27 000      |

## Sportvezetőként
Aktív játékvezetői pályafutását befejezve a skót Játékvezető Bizottság (JB) elnöke lett.

## Szakmai sikerek
Az IFFHS (International Federation of Football History & Statistics) 1987-2011 évadokról tartott nemzetközi szavazásán 151, játékvezető besorolásával minden idők 69, legjobb bírójának rangsorolta, holtversenyben Dick Jol társaságában. A 2008-as szavazáshoz képest egy pozíciót hátrább lépett.

## Külső hivatkozások
- Robert Valentine. World Referee. [2019. augusztus 30-i dátummal az eredetiből archiválva]. (Hozzáférés: 2011. október 28.)
- Robert Valentine. footballzz.com. (Hozzáférés: 2011. október 28.)
- Robert Valentine. footballdatabase.eu. (Hozzáférés: 2011. október 28.)
- Robert Valentine. scoreshelf.com. [2015. április 4-i dátummal az eredetiből archiválva]. (Hozzáférés: 2011. október 28.)
- Robert Valentine. eu-football.info. (Hozzáférés: 2011. október 28.)
- Robert Valentine. weltfussball.de. (Hozzáférés: 2011. október 28.)

| Elődje: Bobby Davidson | Skót labdarúgókupa döntő 1976–1977 | Utódja: Brian McGinlay |

| Elődje: David Syme | Skót labdarúgókupa döntő 1983–1984 | Utódja: Brian McGinlay |

| Elődje: Ismeretlen | Skót labdarúgó-ligakupa döntő 1983 – 1984 | Utódja: Brian McGinlay |

| Elődje: Luigi Agnolin | UEFA-szuperkupa 1987–1988 | Utódja: Aron Schmidhuber |